# Olga Fedchenko
Olga Aleksandrovna Fedchenko ook wel gespeld als Fedtschenko (Russisch: Ольга Александровна Федченко) geboren Armfeld; (Moskou, 30 oktober 1845 – Petrograd, 24 april 1921) was een Russische botanicus. Ter ere van haar werd de in Azië voorkomende rozensoort Rosa fedtschenkoana genoemd, waarbij haar naam in Duitse transliteratie werd gebruikt.

## Vroege leven
Ol'ga (Olga) Armfeld werd in 1845 in Moskou geboren. Haar vader Alexandre Armfeldt was professor aan de Universiteit van Moskou. Tot haar elfde kreeg ze thuisonderwijs, daarna ging ze naar school, waar haar interesse in plantkunde werd gewekt. Ze begon planten te verzamelen en rond 1861 zette ze haar talent voor kunst en talen in om wetenschappelijke teksten van Engelse, Franse en Duitse natuuronderzoekers te vertalen. Daarnaast maakte ze botanische illustraties, onderhield correspondentie met buitenlandse onderzoekers en bracht regelmatig bezoeken aan het Zoölogisch Museum van de universiteit. Jarenlang werkte ze op deze manier, nog vóór ze de geoloog Alexei Pavlovich Fedchenko ontmoette.

## Huwelijk en Turkestan
Op 2 juli 1867 trouwde ze met de pas afgestudeerde geologiestudent Alexei Fedchenko van de Universiteit van Moskou. Ze vormden een hecht werkend duo, en toen hij in 1868 werd voorgedragen voor een risicovolle expeditie naar het pas veroverde Russisch Turkestan, sloot zij zich als volwaardig — zij het onbetaald — lid bij het team aan.
De missie was riskant, aangezien Turkestan zich nog in de overgangsfase bevond naar integratie binnen het Russische Rijk. Alexei Fedchenko werd aanbevolen aan Konstantin von Kaufman, de eerste gouverneur-generaal van het gebied. Kaufman, een militair gouverneur die actief werkte aan de uitbreiding van de Russische grenzen, beschouwde het gebied als “nieuw en nauwelijks verkend” en wilde het wetenschappelijk laten onderzoeken. Tot zijn team behoorden onder anderen de Fedchenko's, de oorlogskunstenaar Vasili Veresjchagin en later ook de pedagoog en taalkundige Nikolaj Ostroumov . Kaufman richtte in Tasjkent een filiaal op van de Moskouse Vereniging van Natuurwetenschappers (OLEAE). Vooraleer ze naar Turkestan vertrokken, reisden de Fedchenko's naar Italië, Frankrijk en Zweden om bestaande collecties te bestuderen. Olga bracht daarnaast zelfstandig bezoeken aan Russische musea. Tijdens al deze reizen verzamelde ze bewijsmateriaal en maakte ze nauwkeurige aantekeningen.
Samen ondernamen de Fedchenko's botanische expedities naar onder meer de Kaukasus, de Krim, Kirgizië, de zuidelijke Oeral, het westelijke Tiensjan-gebergte en het Pamirgebergte. Tussen 1868 en 1872 voerden ze drie afzonderlijke verkenningstochten uit. Deze expedities waren van groot belang voor het beleid van gouverneur-generaal Kaufman, die erop stond dat de verkregen kennis werd gedeeld. De lokale krant diende als platform voor het publiceren van de wetenschappelijke resultaten, terwijl Kaufman de Moskouse Technische Tentoonstelling van 1872 aangreep om het onderzoek en de verzamelde artefacten uit Turkestan onder de aandacht te brengen.
In 1872 beviel Olga van haar zoon, Boris Fedtschenko. Een jaar later, in 1873, kwam Alexei op tragische wijze om het leven op 29-jarige leeftijd, bij een klimongeluk op de Mont Blanc. Hij was daarheen gereisd om de gletsjers te bestuderen en te vergelijken met die in Turkestan. Olga begroef hem in Chamonix en keerde daarna terug naar Moskou.

## Weduwe en natuuronderzoeker
De OLEAE, die zowel haar als Alexei had uitgezonden, vroeg Olga om hun gezamenlijke onderzoeksresultaten te blijven publiceren. Dat was een gigantische taak: ze had meer dan 1.500 specimen verzameld. Olga begon met het catalogiseren van hun collecties en zette vervolgens haar werk als onderzoekster zelfstandig voort.

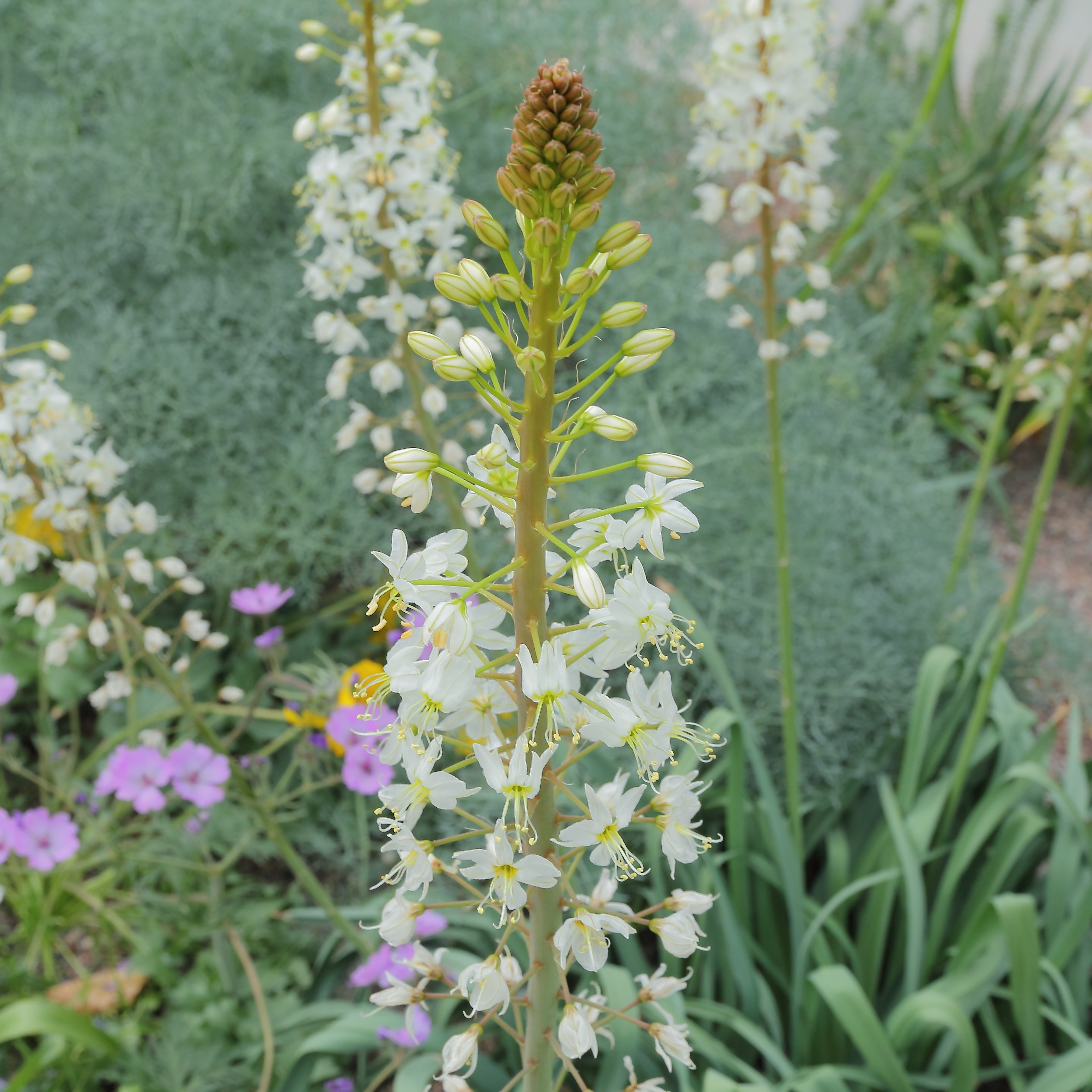
Eremurus lactiflorus is een van de soorten die ze als eerste beschreef

In 1878 eerde Eduard August von Regel Rosa fedtschenkoana haar door de rozensoort Rosa fedtschenkoana naar haar te vernoemen. Ook haar zoon Boris ontwikkelde een interesse in plantkunde. Samen beschreven Olga en Boris in Memoirs of the Kazan Society of Naturalists, delen 32 en 33, 43 endemische soorten uit de boterbloemenfamilie (Ranunculaceae) die voorkomen in Russisch Turkestan.
In 1901 bezochten Olga en Boris samen het Pamirgebergte. Bij hun terugkeer publiceerden ze gezamenlijk Flora of the Pamirs. Later, in 1913, publiceerden ze opnieuw samen Conspectus Florae Turkestanicae. Olga leverde op 10 juni 1905 een bijdrage aan de Gardeners' Chronicle, waarin ze een korte beschrijving gaf van Eremurus turkestanicus. Ze publiceerde ook verschillende werken in 'Trudy Imp. S.-Peterburgsk. Bot. Sada' (Verhandelingen van de Botanische Tuin van Petersburg); waaronder voor Draba korshinskyi in 1914.
Ze beschreef drie Juno-irissen, Iris baldshuanica (in Russk. Bot. Zhurn. 5: 77. 1909), Iris degerensis (nu geclassificeerd als een synoniem van Iris narbutii ) en Iris narynensis (in Bulletin of the Jardin of St Peterburg's Botanic Garden 159 in 1905,). In 1906 werd ze het tweede vrouwelijke corresponderende lid van de Russische Academie van Wetenschappen.
Olga benoemde de plantensoort Fritillaria seravschanica, maar publiceerde deze nooit om de naam officieel te valideren. Later lijkt een andere Russische botanicus, Alexei Vvedensky, een specialist in monocotylen, haar tijdelijke epitheton te hebben aangepast naar Fritillaria olgae en de soort formeel beschreven in het boek van haar zoon, Boris Fedtschenko, Flora Turkmenistan.

## Dood
Ze overleed op 24 april 1921, op 75-jarige leeftijd, in Petrograd (nu Sint-Petersburg).

## Nalatenschap
In 1922 benoemde Modest Mikhaïlovich Iljin, een botanicus van de Botanische Tuin van de Academie van Wetenschappen van Sovjet-Rusland, een geslacht uit de Asteraceae-familie uit Centraal-Azië ter ere van haar Olgaea.
De standaardafkorting O.Fedtsch. wordt gebruikt voor het citeren van deze auteur bij het noemen van een botanische naam.

## Andere bronnen
- Russkii Botanicheskii Zhurnal, 57(3), pagina's 413-416
- Brummitt, RK & Powell, CE, Auteurs Pl. Namen (1992), pagina 196
- Lanjouw, J. & Stafleu, FA, Index Herb. Verzameld. EH (1957), pagina 192

- Author citation (botany): O.Fedtsch.
- Stuttgart Database of Scientific Illustrators 1450–1950: 6804
- Gemeinsame Normdatei: 132953080
- International Standard Name Identifier: 0000 0000 3602 9631
- Library of Congress Control Number: n2007009233
- Nationale Bibliotheek van Tsjechië: av20211134409
- Nederlandse Thesaurus van Auteursnamen: 339431067
- Système universitaire de documentation: 189392266
- Virtual International Authority File: 50402433
- WorldCat: E39PBJcgtqTCFGXrXJpdG4CJDq